# Stade Pasquale-Stanganelli
Le stade Pasquale-Stanganelli (en italien : Stadio Pasquale Stanganelli), auparavant connu sous le nom de stade polyvalent Gioiese (en italien : Stadio Polivalente Gioiese), est un stade omnisports italien (servant principalement pour le football) situé à Lacchi, quartier de la ville de Gioia Tauro, en Calabre.
Le stade, doté de 7 000 places et inauguré en 2000, sert d'enceinte à domicile à l'équipe de football de l'Associazione Sportiva Dilettantistica Gioiese 1918.
Il porte le nom de Pasquale Stanganelli, ancien président du club.

## Histoire
Les travaux de construction débutent en 1982, pour s'achever presque deux décennies plus tard. Il est inauguré en 2000, mais ce n'est qu'en 2003, que le principal club de la ville, l'ASD Gioiese, quitte son ancien stade Cesare-Giordano pour s'installer au stade polyvalent.
En 2011, l'enceinte change de nom pour désormais s'appeler stade Pasquale-Stanganelli.
Des travaux de rénovations ont lieu en 2015, où sont installés des sièges dans la tribune principale.